# HMAS Napier (G97)
Pour les autres navires du même nom, voir HMS Napier.
Le HMAS Napier (G97/D13) est un destroyer de classe N en service dans la Royal Australian Navy pendant la Seconde Guerre mondiale.

## Conception et construction
Le Napier avait une longueur hors-tout 108,7 mètres (longueur entre perpendiculaires de 69,95 mètres), un faisceau de 10,9 mètres et un tirant d'eau de 3,98 mètres, déplaçant 1 773 tonnes en charge standard et 2 550 tonnes à pleine charge. Il était propulsé par deux turbines à vapeur à engrenage Parsons alimentés par 2 chaudière à tubes d'eau Admiralty et conduisant tous deux un arbre d'hélice. Sa puissance était de 40 000 chevaux-vapeur (30 000 kW) produisant une vitesse de pointe de 36 nœuds (66,7 km/h). Son équipage se composait de 226 officiers et hommes d'équipage.

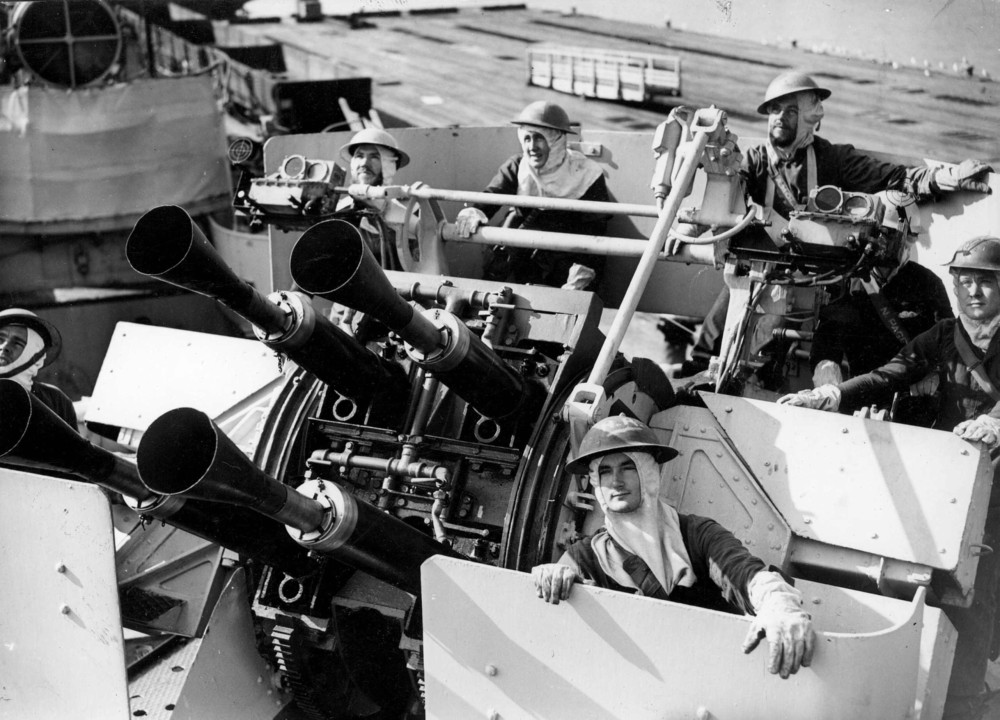
Affûts quadruples "pom-pom" du Napier.

Son armement principal était composé de six canons QF Mark XII de 4,7 pouces en trois supports jumelés, un canon QF Mark V de 4 pouces, un canon « pom pom » de 2 livres, quatre mitrailleuses de 0,5 pouce, quatre canons antiaériens de 20 mm Oerlikon, quatre mitrailleuses .303 Lewis, cinq tubes lance-torpilles de 533 mm Pentad, ainsi que deux lanceurs et un rack de charges de profondeur (emportant 45 grenades). Par la suite, son canon de 4 pouces fut retiré lors de son service opérationnel.
Le Napier est mis sur cale aux chantiers navals Fairfield Shipbuilding and Engineering Company de Govan (Écosse) le 26 juillet 1939, il est lancé le 22 mai 1940. Bien que propriété de la Royal Navy, le Napier est mis en service par la Royal Australian Navy le 28 novembre 1940. Il est nommé d'après l'amiral britannique Charles Napier. Sa construction aura coûté 403 960 livres sterling.

## Historique

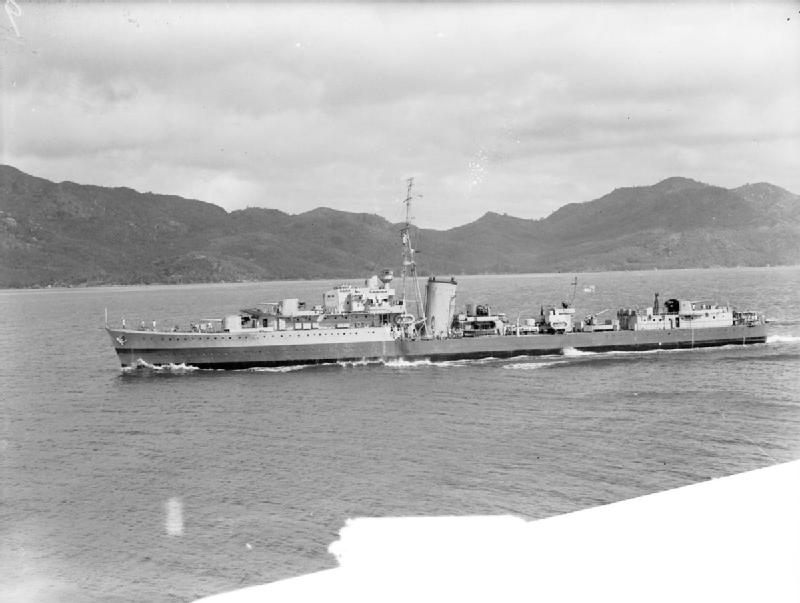
Le Napier à Victoria (Seychelles) durant la Seconde Guerre mondiale.

Après avoir terminé les essais en mer, le Napier passe la première partie de sa carrière en tant qu'escorte de convoi dans l'Atlantique Nord. Le Napier et son sister-ship Nestor furent transférés en Méditerranée, arrivant à temps pour participer à l'évacuation de la Crète. Il est ensuite affecté à Port-Saïd pendant deux mois et demi, servant de navire de contrôle pour la défense du port pendant la nuit, tout en subissant des réparations et des radoubs dans la journée. À la fin du mois d'août, le destroyer est nommé navire amiral de la 7e flottille de destroyers. Pendant le reste de l'année, le destroyer participe aux opérations d'approvisionnement des forces alliées pendant le siège de Tobrouk, escorte des convois à travers la Méditerranée et la mer Rouge, et transfère des troupes entre Chypre et Haïfa.
Au début de 1942, les Napier, Nestor et Nizam sont transférés dans l'Eastern Fleet, où leur première tâche consiste à escorter le porte-avions HMS Indomitable dans la région de Malaisie et de Java. En juin, les destroyers Napier et Nestor retournent en Méditerranée afin de participer à l'opération Vigorous, une opération de convoyage visant à ravitailler l'île de Malte. Le Napier retourne ensuite dans l'Eastern Fleet après l'échec de la mission et, en septembre, participe à la campagne de Madagascar, en particulier à la capitulation de Mahajanga et à l'occupation de Toamasina. Le destroyer effectue alors des patrouilles dans l'océan Indien oriental d'octobre à mars 1943, date à laquelle il rejoint la force anti-sous-marine de l'Atlantique basée en Afrique du Sud. Au début de 1944, le Napier est assigné dans les eaux indiennes. Plus tard dans l'année, le navire rejoint l'Australie pour une longue période de réaménagement à Williamstown, avant de reprendre ses fonctions dans l'Eastern Fleet au début de novembre. En décembre, il soutient les opérations de la 74e brigade d'infanterie indienne et en janvier 1945, participa aux débarquements d'Akyab et de Ramree.

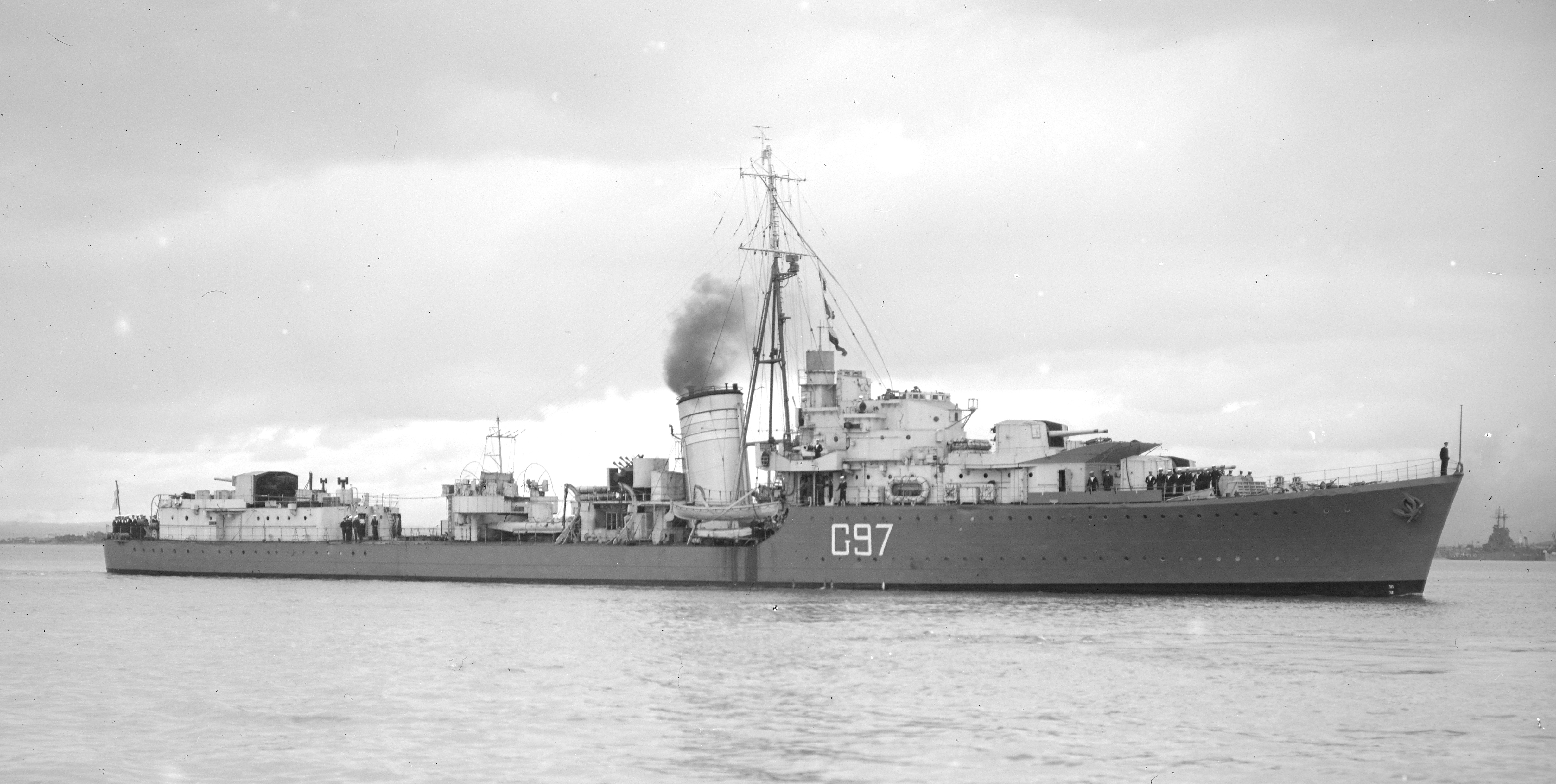
Le Napier à l'ancrage le 11 mai 1945.

Au début de 1945, le Napier est réaffecté dans la British Pacific Fleet, changeant au passage son fanion de G97 en D13. Au cours du mois de mai, le destroyer fait partie de d'escorte en sentinelle pour les raids aériens sur Sakishima. Le Napier était présent dans la baie de Tokyo lors de la capitulation sans condition du Japon le 2 septembre 1945. Après avoir soutenu les débarquements d'occupation, le destroyer fait route vers Sydney.
Renvoyé dans la Royal Navy, le navire est retiré du service le 25 octobre 1945. Il est vendu à la société de démolition Thos W Ward (en) en 1955 et arrive à Briton Ferry en janvier 1956 pour sa mise au rebut.

## Décorations
Le Napier a reçu six honneurs de bataille pour son service en temps de guerre: "Crète 1941", "Libye 1941", "Océan Indien 1942-44", "Birmanie 1944-45", "Pacifique 1945", et "Okinawa 1945",.

## Commandement
- Captain Stephen Harry Tolson Arliss du 28 novembre 1940 au 7 novembre 1942.
- Lieutenant commander Arnold Holbrook Green du 7 novembre 1942 au 15 septembre 1944.
- Lieutenant commander Charles John Stephenson du 15 septembre 1944 au 7 octobre 1944.
- Lieutenant commander John Plunkett-Cole du 8 octobre 1944 au 1er novembre 1944.
- Commander Herbert James Buchanan du 2 novembre 1944 au 20 septembre 1945.
- Commander George Scott Stewart du 21 septembre 1945 à octobre 1945 ?